# فوئنسانتا
فوئنسانتا دهستانی در استان آلباستهٔ اسپانیا است.
در این دهستان ۳۸۸ نفر زندگی می‌کنند. مساحت این دهستان ۲۴٫۰۱ کیلومتر مربع است.